# Справжній детектив (3-й сезон)
Третій сезон «Справжнього детектива», американського кримінального / драматичного серіалу-антології, створеного Ніком Піццолатто, був підтверджений каналом HBO 31 серпня 2017 року, і його прем'єра запланована на 13 січня 2019 року. Дія історії відбувається в Озарків протягом трьох різних періодів часу, і партнери-детективи розслідують страшний злочин за участю двох зниклих дітей.
Магершала Алі виконає головну роль детектива Вейна Гейса, в той час як Стівен Дорфф виконає роль його партнера-детектива Роланда Уеста. Цей сезон знаменує режисерський дебют Піццолатто, і при цьому він розділить режисерські обов'язки з Джеремі Солнье і Деніелом Сакгейм. Піццолатто також виступає в якості шоураннер і єдиного сценариста сезону, за винятком четвертого і шостого епізодів, який він написав у співавторстві з Девідом Мілчев і Гремом Горді, відповідно.

## Виробництво
У листопаді 2015 року, через кілька місяців після завершення другого сезону, HBO уклало загальну угоду до 2018 року з творцем серіалу і виконавчим продюсером Ніком Піццолатто, яка закликала його розробити ряд нових проектів, які могли включати в себе третій сезон «Справжнього детектива». Говорячи про угоду, президент HBO Майкл Ломбардо заявив: "Я дуже радий продовжити наші відносини з Ніком, так як він один з найталановитіших сценаристів і продюсерів, що працюють сьогодні. Я з нетерпінням чекаю, куди його унікальне творче бачення призведе нас далі ".
Що стосується потенційного третього сезону, часопис «Variety» повідомив, що мережа запросила деякі зміни, які включали в себе роботу Піццолатто з новим складом сценаристів або, можливо, нового шоураннер. Ці зміни стосувалися питання про те, що другий сезон був сприйнятий менш сприятливо, ніж перший, що пояснювалося відсутністю творчого аналога Піццолатто. Також йшлося про те, що сильний художній внесок від Кері Фукунага, який зняв всі вісім епізодів, приніс користь першого сезону, і шоу в цілому. Однак у другому сезоні, найнявши безліч режисерів, у Піццолатто було більше творчого контролю, що дозволяло йому самому придумати і реалізувати цей сезон. У червні 2015 року, в інтерв'ю з " Vanity Fair ", Піццолатто заявив: "Якщо я роблю фільм або шоу або щось ще, я висловлюю щось на особистому рівні, інакше це нічого не означає для мене. Якщо я роблю це, то це краще працює без комітету ".

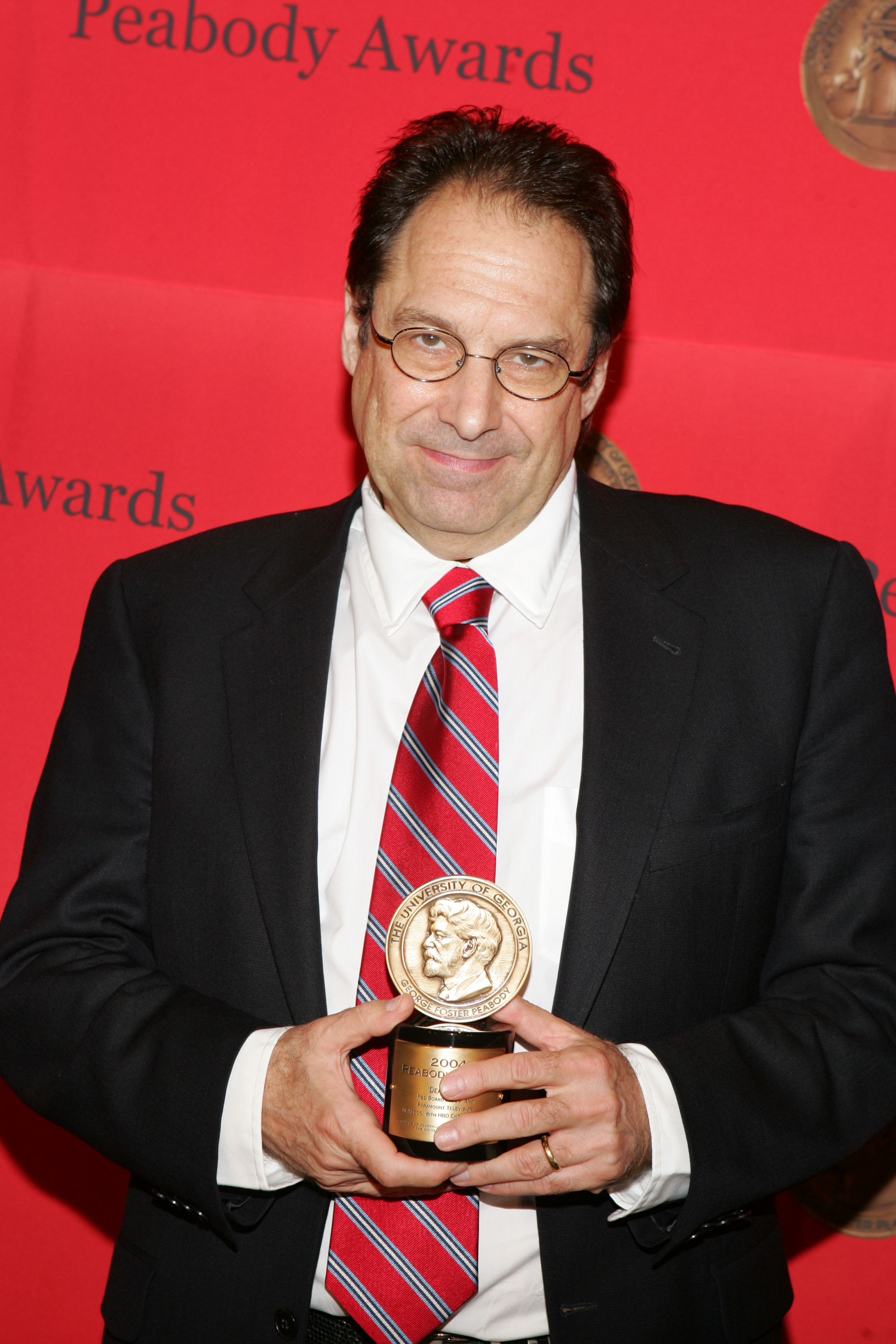
Девід Мілчев був залучений в сценарний процес третього сезону антології.

У липні 2016 року Кейсі Блойс, який змінив Ломбардо на посаді глави каналу HBO двома місяцями раніше , підтвердив плани на третій сезон, описавши «Справжнього детектива» як «цінну франшизу» і розкривши, що як мережу, так і творець Піццолатто були відкриті для іншого сезону. У березні 2017 року з'ясувалося, що був найнятий Девід Мілчев, щоб допомогти Піццолатто в підготовці третього сезону, і що сценарії перших двох епізодів були вже готові. У червні 2017 року «The Tracking Board» повідомило, що лауреат премії «Оскар» Магершала Алі брав участь в ранніх переговорах з HBO, щоб грати головну роль в сезоні, ставши в ряд з іншими критично визнаними акторами, які знімалися в перших двох сезонах серіалу. У липні 2017 року Блойс сказав журналістам в прес-турі Асоціації телевізійних критиків, що Піццолатто майже повністю написав третій сезон, і додав: «Коли ми знайдемо режисера, тоді і займемося сезоном».
31 серпня 2017 року, після того, як режисер Джеремі Солнье був підтверджений для роботи з Піццолатто, HBO офіційно запустило роботу над третім сезоном «Справжнього детектива». Було оголошено, що історія буде охоплювати три десятиліття, її дія відбуватиметься в Озарків, і партнери-детективи розслідують страшний злочин, а головну роль детектива поліції Уейна Хейса буде грати Алі. Говорячи про продовження серіалу, Блойс заявив: "Нік написав воістину чудові сценарії. З його амбіційним баченням, і з Махершалой Алі і Джеремі Солнье в команді, ми раді приступити до наступної частини «Справжнього детектива» ". Крім Піццолатто, який також виступає в якості шоураннер сезону, іншими виконавчими продюсерами сезону є Солнье, Фукунага, Скотт Стівенс, зірки першого сезону Вуді Харрельсон і Меттью Макконахі, а також Стів Голін, Бард Доррос і Річард Браун.
Очікувалося, що Солнье зніме перші три епізоди сезону. Проте, в березні 2018 року, знявши перші два епізоди, Солнье покинув серіал через конфлікти в розкладі, хоча деякі джерела повідомляли про «відмінності в думці» з Піццолатто. Було оголошено, що Деніел Сакгейм замінить Солнье, при цьому додавши режисера-ветерана в якості виконавчого продюсера сезону. Сакгейм також розділить режисерські обов'язки на решту епізоди з Піццолатто , який також є єдиним сценаристом сезону, за винятком четвертого і шостого епізодів, які він написав у співавторстві з Девідом Мілчев і Гремом Горді, відповідно.
У листопаді 2017 року було оголошено, що Кармен Іджого буде грати разом з Алі, в ролі шкільної вчительки Амелії Рирдон , а в січні 2018 року Стівен Дорфф отримав одну з головних ролей, партнера-детектива Роланда Уеста. Потрапивши в основний акторський склад, Рей Фішер грає сина Уейна Хейса, Фредді Бернса. Крім нього, в сезоні буде безліч ролей другого плану. Крім того, в січні 2018 року агентство The Agency Inc. влаштувало кастинг на 1500 акторів, дублерів і фото-двійників, щоб почати зйомки в Північно-західному Арканзасі. При цьому агентство відзначило: «Це була найбільша виробництво, яке ми коли-небудь робили». У червні 2018 року було оголошено додаткові кастинги в журналі «Backstage», які шукають талановитих азіатів на ролі в'єтнамських цивільних осіб і солдатів.

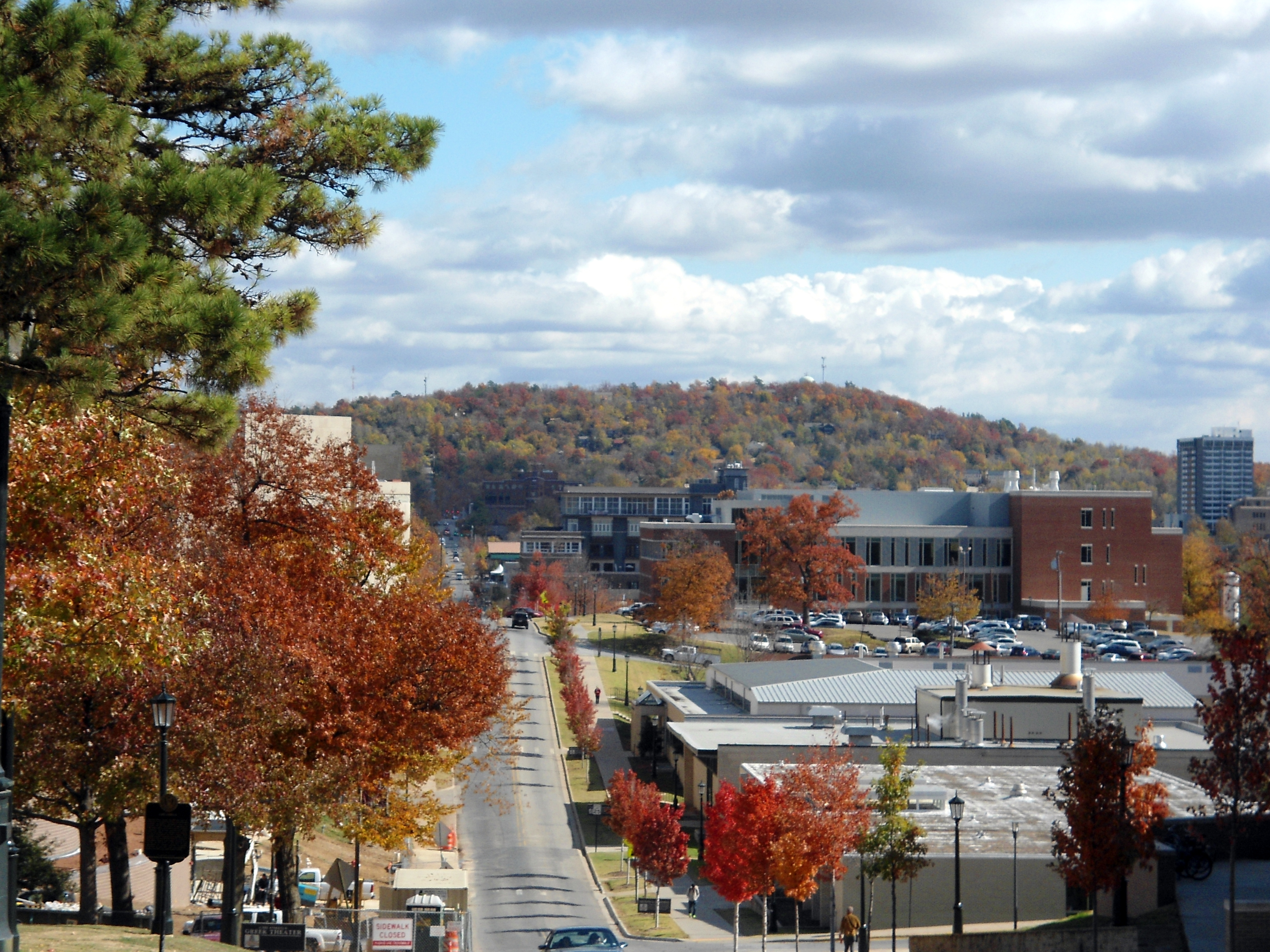
Вид на гору Секвоя з кампусу арканзаська університету в Фейєтвілль.

У лютому 2018 року зйомки почалися в Арканзасі, і Джеремі Солнье і Нік Піццолатто розділили режисерські обов'язки. Однак Солнье рано покинув виробництво, до цього знявши тільки перші два епізоди сезону, так як стало ясно, що зйомки займуть більше часу, ніж очікувалося. 30 березня 2018 року, на додаток до повідомлень про конфлікти в розкладі, «Variety» написав з приводу догляду Солнье: «Джерела заявили, що зйомки в Арканзасі часом були важкими, і що у Піццолатто і Солнье були розбіжності по епізодам». Солнье був замінений досвідченим режисером Деніелом Сакгейм, який також розділив з Піццолатто режисерські обов'язки в останніх шести епізодах.
Сезон був знятий компанією «Random Productions LLC» в різних місцях на північному заході Арканзасу, включаючи Фейєтвілль, Бентонвілль, Лінкольн, Роджерс і Спрінгдейл. Зйомки в основному відбувалися в Фейєтвілль, від гори Секвоя до будинків, апартаментів і ресторанів по всьому місту. Під час зйомок також використовували трюки і піротехніків в житлових районах, а саме вибухи автомобілів, дим і гучні шуми. З приводу зйомок, що відбувалися в Арканзасі, директор Комісії економічного розвитку Арканзасу заявив в грудні 2017 року: "Це найбільша і найдорожче виробництво, яке коли-небудь відбувалося в нашому штаті. З розрахунковим роком від початку до кінця, ми знаємо, що місцеві підприємства та продавці будуть насолоджуватися перевагами від виробництва ".
Зйомки сезону завершилися в Фейєтвілль в серпні 2018 року. Говорячи про свій досвід, виконавчий продюсер Скотт Стівенс сказав: «Все, що нам було потрібно, було у нас під рукою, від архітектури періоду до занедбаних будівель, які досі викликають відчуття 80-их рр.». В той час як провідний актор Махершала Алі додав, що " [пейзаж] є таким класним персонажем історії. Було б дуже шкода, якби ми знімали в іншому місці ". Піццолатто, який провів чотири роки в Фейєтвілль будучи студентом Університету Арканзасу, порахував цю область викликає спогади і потужною, і сказав, що для нього було важливо знімати сезон в Арканзасі, так як це було місце, про яке він думав, коли писав епізоди.

## У ролях
- Магершала Алі — Вейн Гейс, детектив поліції з Північно-західного Арканзасу[27]
- Кармен Іджого — Амелія Рирдон, учитель арканзаська школи, пов'язана з двома зниклими дітьми в 1980 році[16]
- Стівен Дорфф — Роланд Уест, слідчий штату Арканзас, чия кар'єра була під впливом загадкового злочину[28]
- Скут МакНейрі — Том, батько, який несе жахливу втрату, яка пов'язує його долю з двома детективами поліції штату протягом 10 років[29][30]
- Рей Фішер — Генрі Гейс, син Вейна Гейса[18]

### Запрошені актори
- Мемі Гаммер — Люсі Перселл, мати двох дітей, яка виявилася втягнутою в злочині[31]
- Джош Гопкінс — Джим Добкінс, приватний адвокат в Фейєтвілль, Арканзас, який бере участь на допиті детективів поліції штатів в поточному розслідуванні[15]
- Джоді Бальфур — Лорі, коханка Роланда Веста[15]
- Дебора Айорінде — Бекка Гейс, відчужена дочка Вейна Гейса[32]
- Лонні Чавіс — Генрі Гейс, син Вейна Гейса в 9 років[15]
- Різ Вейкфілд — Фредді Бернс[18]
- Майкл Грейайс — Бретт Вудард[18]
- Джон Тенні — Алан Джонс[18]
- Сара Гадон — Елайза Монтгомері[33]
- Емілі Нельсон — Маргарет[33]
- Брендон Флінн — Райан Пітерс[34]
- Майкл Граціадіо — Ден О'Брайен[34]

Третій сезон «Справжнього детектива» буде складатися з восьми епізодів, і його прем'єра запланована на січень 2019 року. Творець серіалу Нік Піццолатто є єдиним сценаристом в сезоні, за винятком четвертого епізоду, який він написав у співавторстві з Девідом Мілчев , і шостого епізоду, який він написав з Гремом Горді. Джеремі Солнье зняв перші два епізоди сезону, в той час як Піццолатто і Деніел Сакхейм розділили режисерські обов'язки в останніх шести епізодах.